# Eygló Gústafsdóttir
 Eygló Ósk Gústafsdóttir (née le 1er février 1995 à Reykjavik) est une nageuse islandaise, spécialiste du 200 m dos.
Elle participe aux Jeux olympiques de 2012 sur 100 m dos, 32e, échouant à se qualifier pour les demi-finales.
Le 30 mars 2015, elle nage le 200 m dos en 2 min 9 s 86, battant le record national et des Pays nordiques, temps qui la qualifie pour les Jeux olympiques de Rio, dans lesquels elle accède à la finale du 200 m dos. Elle est élue sportive islandaise de l'année 2015.